# Herbert Dodkins
Herbert Edward "Henry" Dodkins (20 tháng 12 năm 1929 – 18 tháng 1 năm 2014) là một cầu thủ bóng đá người Anh đại diện cho Vương quốc Anh tại Thế vận hội Mùa hè 1956. Dodkins thi đấu với tư cách cầu thủ nghiệp dư cho Ilford.